# Bernardia spongiosa
Bernardia spongiosa är en törelväxtart som beskrevs av Mcvaugh. Bernardia spongiosa ingår i släktet Bernardia och familjen törelväxter. Inga underarter finns listade i Catalogue of Life.